# Liste der Mitglieder des Gemeinschaftlichen Landtags Sachsen-Coburg und Gotha (1865–1868)
Diese Liste nennt die Mitglieder des Gemeinschaftlicher Landtag Sachsen-Coburg und Gotha (1865–1868). Die Mitglieder wurden von den beiden Speziallandtagen für Gotha und für Coburg gewählt. Der Coburger Landtag wählte 7, der Gothaer Landtag 14 Mitglieder des Gemeinschaftlichen Landtags.
| Teilherzogtum | Name                                     | Stand                  | Ort           | Anmerkung |
| ------------- | ---------------------------------------- | ---------------------- | ------------- | --------- |
| Gotha         | Gustav Berlet                            | Kreisgerichtsdirektor  | Gotha         | Präsident |
| Gotha         | Oskar Albrecht                           | Bürgermeister          | Waltershausen |           |
| Gotha         | Prof. Dr. Hermann Theodor Kühne          |                        | Gotha         |           |
| Gotha         | Carl Alexander Stötzer                   | Rechtsanwalt und Notar | Gotha         |           |
| Gotha         | Emil Wilke                               | Kreisgerichtsassessor  | Gotha         |           |
| Gotha         | Anton Ritter                             | Schulinspektor         | Gotha         |           |
| Gotha         | Julius Anschütz                          | Gewerksbesitzer        | Mehlis        |           |
| Gotha         | Kämmerer                                 | Fabrikbesitzer         | Gotha         |           |
| Gotha         | Friedrich Jung                           | Schultheiß             | Sonneborn     |           |
| Gotha         | Carl Anton Morchutt                      | Referendar             | Georgental    |           |
| Gotha         | Johann Georg Heinrich Christian Schwerdt | Oberpfarrer            | Tonna         |           |
| Gotha         | Friedrich Leopold von Küttner            | Schultheiß             | Döllstedt     |           |
| Gotha         | Wilhelm Ewald                            | Landratsamtsassessor   | Gotha         |           |
| Gotha         | Friedrich Thielemann                     | Amtskommissär          | Thal          |           |
| Coburg        | Friedrich Köhler                         | Rechtsanwalt           | Coburg        |           |
| Coburg        | Emil Heinrich Reinhold Deyßing           | Justizamtmann          | Coburg        |           |
| Coburg        | Ronge                                    | Magistratsrat          | Königsberg    |           |
| Coburg        | Alfred Schmidt                           | Bürgermeister          | Rodach        |           |
| Coburg        | Rudolf Muther                            | Bürgermeister          | Coburg        |           |
| Coburg        | Feodor Streit                            | Rechtsanwalt           | Coburg        |           |
| Coburg        | Dr. Ludwig Rückert                       | Rechtsanwalt           | Coburg        |           |

Als Stellvertreter wurden gewählt:
| Teilherzogtum | Name                    | Stand               | Ort         | Anmerkung |
| ------------- | ----------------------- | ------------------- | ----------- | --------- |
| Gotha         | Habicht                 | Professor           | Gotha       |           |
| Gotha         | Eduard Wettstein        | Kaufmann            | Elgersburg  |           |
| Gotha         | Boß                     | Landwirt            | Hörselgau   |           |
| Coburg        | Johann Ehrhard Eichhorn | Hoffischer          | Unterlauter |           |
| Coburg        | Louis Schmidt           | Sparkassenverwalter | Coburg      |           |

Der Ausschuss bestand aus Landtagspräsident Berlet und Muther, Stötzer, Kühne und Köhler.